# Bembidion abnormale
Bembidion abnormale es una especie de escarabajo del género Bembidion, categorizada en la tribu Bembidiini, de la subfamilia Trechinae.

## Distribución
Se distribuye por Rusia.

## Taxonomía
Fue descrita por Jedlicka, 1965.